# Marcel Grandjean
Pour les articles homonymes, voir Grandjean.
 (juillet 2024).
Marcel Grandjean, né le 14 septembre 1930 à Genève, est un historien du patrimoine architectural monumental suisse.

## Biographie
Originaire de Morlon et d’Enney (Gruyère), fils d’Henri, charpentier, et de Lucie, née Seydoux, Marcel Grandjean épouse en 1956 Odile Riondel, enseignante, qui lui donnera deux enfants, Pierre et Anne.
Ses études à l’université de Genève, poursuivies à l’Institut suisse de Rome, lui valent deux licences en Lettres, latin-anglais (1953) et histoire de l’art (1955). Dans le canton de Vaud, sa carrière à l’inventaire scientifique du patrimoine bâti débute en 1955, d’abord comme documentaliste, puis comme rédacteur des Monuments d’art et d’histoire du canton de Vaud. À ce titre, il a publié dans cette collection - éditée par la Société d'histoire de l'art en Suisse - trois volumes consacrés à Lausanne (1965, 1979, 1981). Ces ouvrages lui ont valu en 1988 le Prix de la Ville de Lausanne. En parallèle, il est l’auteur d’un grand nombre de publications consacrées au patrimoine artistique vaudois, du Moyen Age au XIXe siècle.
De 1972 à 1994, Marcel Grandjean dispense à l’Université de Lausanne un enseignement spécifique – le premier en son genre en Suisse – axé sur la recherche fondamentale en histoire de l’art monumental régional. Professeur assistant (1972) puis professeur associé (1978) dans la Section d’histoire de l’art, il initie ses étudiants à l’exploitation directe des sources d’archives et forme ainsi toute une génération de chercheurs qualifiés. Pour favoriser les échanges et les synergies, il anime entre 1970 et 1976, avec l’architecte Claude Jaccottet et le restaurateur d’art Théo-Antoine Hermanès, le Colloque romand d’histoire de l’art monumental régional qui réunit les divers professionnels de la conservation du patrimoine. Puis Grandjean instaure dès 1977 les réunions mensuelles du Colloque romand des historiens des monuments, un organisme informel toujours en activité.
Membre de la Commission cantonale des Monuments historiques, de la Commission scientifique de la cathédrale de Lausanne et expert du recensement architectural du canton de Vaud, Marcel Grandjean a joué un rôle considérable dans l’étude, la mise en valeur et la protection du patrimoine bâti vaudois. Il est l’un des rares contemporains à figurer dès son vivant dans le Dictionnaire historique de la Suisse. 

## Publications
La liste de ses publications est publiée dans le volume de Mélanges que ses amis lui ont consacré en 1995. On ne signalera donc ici que ses contributions ultérieures, précédées de la liste de ses ouvrages les plus importants.
Ouvrages majeurs
- Les monuments d’art et d’histoire du canton de Vaud I. La ville de Lausanne: introduction, extension urbaine, ponts, fontaines, édifices religieux (sans la cathédrale), hospitaliers, édifices publics (I) (Les monuments d'art et d'histoire de la Suisse, 51), Bâle 1965.
- Les monuments d’art et d’histoire du canton de Vaud III. Lausanne, édifices publics (II), quartiers et édifices privés de la ville ancienne (Les monuments d'art et d'histoire de la Suisse, 69), Bâle 1979.
- Les monuments d’art et d’histoire du canton de Vaud IV. Lausanne, villages, hameaux et maisons de l'ancienne campagne lausannoise (Les monuments d'art et d'histoire de la Suisse, 71), Bâle 1981.
- La cathédrale de Lausanne (en collaboration) (Bibliothèque de la Société d'histoire de l'art en Suisse), Berne 1975.
- Encyclopédie illustrée du Pays de Vaud 6, Les Arts. Architecture, Peinture, Littérature, Musique I (en collaboration, Claude Reymond dir.), Lausanne 1976.
- Les Temples vaudois. L'architecture réformée dans le Pays de Vaud (Bibliothèque historique vaudoise 89), Lausanne 1988.
- Lutry, Arts et Monuments. Du XIe au début du XXe siècle (en collaboration), 2 vol., Lutry 1990-1991.
- Cudrefin. De la ville neuve savoyarde aux campagnes du XIXe siècle. Urbanisme, architecture et artisanat, Hauterive 2000.
- Rue, de la villette savoyarde à la commune fribourgeoise (en collaboration) (Pro Fribourg 122), Fribourg 1999.
- Avenches. La ville médiévale et moderne. Urbanisme, Arts et Monuments (Documents du Musée romain 14), Avenches 2007.
- L’architecture religieuse en Suisse romande et dans l’ancien diocèse de Genève à la fin de l’époque gothique : Développement, sources et contexte, vol. 157-158, Lausanne, Cahiers d'archeologie romande, coll. « Cahiers d’archéologie romande », 2015, 805 p. (ISBN 978-2-88028-157-1).

Articles postérieurs à 1995
- «Maçons et architectes "lombards" et piémontais en Suisse romande du XIVe siècle à la Réforme», dans Florilegium. Scritti di storia dell'arte in onore di Carlo Bertelli, Milan 1995, pp. 78-89.
- « Le château de Vufflens (vers 1415-vers 1430) : notes sur sa construction, son esthétique et sa valeur défensive », dans Revue suisse d’art et d’architecture, 52, 1995, pp. 89-132.
- «Les architectes 'genevois' dans le Pays de Vaud à la fin de l'époque gothique», dans Des Archives à la Mémoire, Mélanges offerts à Louis Binz, MDG, 57, Genève 1995, pp. 159-216.
- «Reconstructions à la fin de l'époque gothique», dans La collégiale de Romont (Patrimoine fribourgeois 6), 1996, pp. 21-38.
- « Les maçons-carronniers piémontais et ‘lombards’ en Suisse romande : un essai de survol » dans François Forel et al., Le château de Vufflens, Lausanne 1996, pp. 280-293.
- «L’architecture religieuse», dans Les Pays romands au Moyen Age, Lausanne 1997, pp. 459-483.
- «Apports de la Renaissance italienne dans l'architecture régionale avant la Réforme», dans Chemins d'histoire alpine, Mélanges à la mémoire de Roger Devos, Annecy 1997, pp. 435-455.
- «En marge de l’étrange escalier de l’hôtel de ville de Genève», avec Livio Fornara dans C’est la faute à Voltaire, c’est la faute à Rousseau, Mélanges Jean-Daniel Candaux, Genève 1997, pp. 234-248.
- «Remarques sur le Renouveau flamboyant et la Renaissance dans l'architecture entre Saône et Alpes», dans Mauro Natale, Frédéric Elsig (dir.), La Renaissance en Savoie (cat. exposition Musée d’art et d’histoire de Genève), Genève 2002, pp. 27-34.
- «La chapelle des Macchabées à Genève (1397-1405), le maître d’œuvre Colin Thomas et les débuts de l’architecture gothique flamboyante», dans Genava  2004, pp. 3-46.
- «Œuvres majeures de la ferronnerie de la fin du gothique en Suisse romande», dans Petit précis patrimonial, Mélanges offerts à Gaëtan Cassina, Lausanne 2008, pp. 205 et 209.

## Sources
- Paul Bissegger, Monique Fontannaz (dir.), Des pierres et des hommes. Matériaux pour une histoire de l'art monumental régional. Hommage à Marcel Grandjean (Bibliothèque historique vaudoise 109), Lausanne 1995 (avec liste des publications).
- Olivier Robert, Fancesco Panese, Dictionnaire des professeurs de l'Université de Lausanne dès 1890 (Etudes et documents pour servir à l'histoire de l'Université de Lausanne 36), Lausanne : Université de Lausanne, 2000, p. 536.